# Kruzof Island
Kruzof Island ist eine unbewohnte, 433,7 km² große Insel im Borough Sitka, gelegen im Alexanderarchipel im US-Bundesstaat Alaska. Kruzof Island wurde 1805 von dem russischen Entdecker Juri Fjodorowitsch Lissjanski nach russischen Admiral Alexander Iwanowitsch von Krus benannt. Die Insel hat eine Länge von 38,6 km und eine maximale Breite von etwa 14,4 km und ist eine eher kleinere Insel des Alexanderarchipels, ist aber die 41. größte Insel der Vereinigten Staaten. Die höchste Erhebung erreicht der Mount Edgecumbe mit einer 975 m im Süden der Insel.